# Владислав Фрасинюк

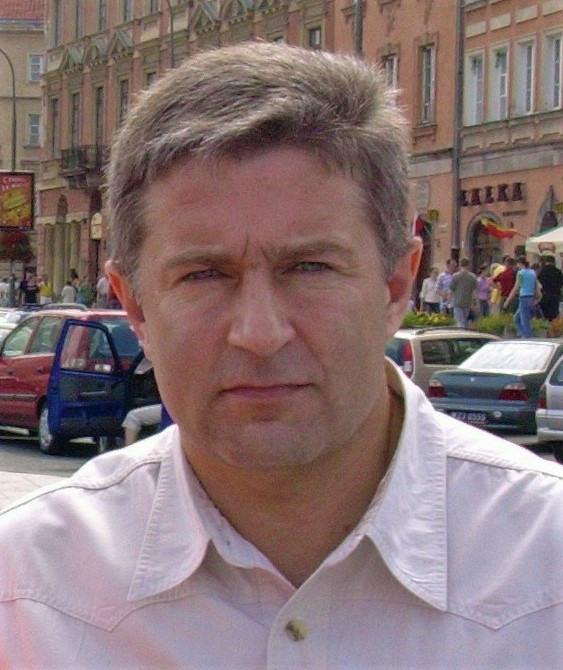
Владислав Фрасинюк

Владислав Фрасинюк (пол. Władysław Frasyniuk; нар. 25 листопада 1954, Вроцлав) — польський політик і підприємець. Був опозиційним активістом у комуністичній Польщі, колишній голова Унії Свободи і Демократичної партії, входив до Сейму.
У червні і липні 2017 протестував разом із рухом Громадяни Польщі проти політики консервативної партії Право і справедливість. Екс-активіст Солідарності спільно з іншими особами блокував ходу учасників пам’ятних заходів, присвячених Смоленській катастрофі. Почалася штовханина з поліцією, яка намагалася усунути протестувальників зі шляху. У підсумку правоохоронці силою перенесли мітингувальників на бік.  
Зранку 14 лютого 2018 поліція силою доставила В. Фрасинюка до прокуратури міста Олесніца, звинувачуюся в «порушенні недоторканості» поліцейських під час протестів 2017 року. 
Владислав Фрасинюк заявив, що він є «жертвою політичних репресій». Він також відмовився співпрацювати з владою Права і справедливості, яка, за його словами, «не має демократичної легітимності». 